# Patrícia Moreira
Patricia Moreira, nascida em (Vitória da Conquista, Bahia - 27 de Março) é uma diretora, produtora, animadora, pesquisadora, atriz e roteirista de cinema  brasileiro, premiada dentro e fora do país. Dentre seus trabalhos mais reconhecidos estão os filmes de animação Corre um rio em mim (2025), Mulher Vestida de Sol (2022), Amoras (2014) e O Homem que cantou as aves do sertão (2012).

## Biografia
Patrícia Moreira estudou Cinema e Audiovisual (2014) na Universidade Estadual do Sudoeste da Bahia (UESB). Mestre em Memória: Linguagem e Sociedade (PPGMLS) (2019) e Doutora em Memória: Linguagem e Sociedade pela mesma instituição, onde atuou como professora do Bacharelado em Cinema e Audiovisual (2018 - 2024). No mestrado, Patrícia pesquisou a obra plástica e animada de Chico Liberato, com o título: Memória, imagem e Criação no cinema de animação de Chico Liberato e no doutorado estudou a trajetória da montadora cinematográfica Cristina Amaral.
Cineasta e multiartista, ela atua em diversas áreas das manifestações artísticas e culturais, com experiência em artes plásticas (desenho e pintura), teatro, música; e desde 2006 em produções audiovisuais em live action e cinema de animação. Inserida em ações voltadas a produção cultural, arte-educação, sensibilização artística e gestão cultural - possui profissão regulamentada - Artista / Atriz Diretora - Capacitada em Gestão em Cultura pelo Ministério da Cultura – Possui também capacitação em direção de atores, artes, fotografia, e montagem, suas produções e pesquisas se destacam nos seguintes temas: cinema e memória ,cinema de animação, direção, montagem cinematográfica, desenho de som, artes visuais ( pintura, cenário e figurino), trajetórias e práticas sociais em cinema, cineclubes, festivais e processos de formação cultural nos âmbitos do cinema e do audiovisual, além de jogos digitais. É membra efetiva da Academia de Produção de Jogos, membro diretora e fundadora da Associação Simgular, da SASB (Associação Audiovisual do Sudoeste da Bahia), da Academia Brasileira de Cinema e da Socine Sociedade Brasileira de Estudos de Cinema e Audiovisual -  Além disso Patrícia é diretora executiva da Duá Filmes.

## Trajetória
Patrícia Moreira é reconhecida pela sua polivalência e talento artístico; deu os primeiros passos na vida artística aos 10 anos, quando se apresentou pela primeira vez no teatro, aos 12 iniciou seus estudos em artes plásticas, demonstrando rapidamente altas habilidades nesse campo. Foi aluna do renomado artista plástico  Ayrson Heráclito e fez uma rápida passagem pelo Ateliê de Valéria Vidigal. que lhe apresentou a técnica do óleo sobre tela. 
Paralelo às artes plásticas, Patrícia ingressou definitivamente no mundo teatral onde fez sua estreia profissional aos 12 anos, em um espetáculo dirigido por Geraldo Sol, destacado ator, diretor e dramaturgo em Vitória da Conquista. Em 1998, Patrícia entra para grupo teatral ESPIRARTE dirigido por Joan Barreto e percorre diversos estados brasileiros com o espetáculo VOLTAREI, de autoria de Janete C. 
Seu primeiro papel profissional em destaque como protagonista acontece em 2004, na estreia do espetáculo teatral Jogos de Traição, seguido de Noite dos Poetas Vivos, em 2003. O espetáculo VOLTAREI, permaneceu  em cartaz por 10 anos. Em 2006, Patrícia fundou a Cia Illuminata, e estreou o espetáculo Baú de Causos com as atrizes Elka Melo e Rosângela Oliveira , premiado pela FUNCEB. Outras atuações notáveis de sua carreira teatral incluem Chover (2013), Eu Tenho pra Vender Quem Quer Comprar (2011) e a Ópera Cenas Brasileiras de Elomar Figueira Lima (2010). Além do espetáculo Nós da Cia Operakata onde ela recebeu o prêmio de Melhor atriz no III Festival de Teatro do Sudoeste Baiano.
Paralelo à sua carreira teatral, Patrícia continua desenvolvendo seu trabalho nas artes plásticas. Em 2003, abre o atelier e escola de desenho e pintura a óleo, Atelier Dali, em sociedade com o também artista plástico Márcio Lobo. O atelier se mantem funcionando por 10 anos - onde realiza diversas exposições coletivas com os alunos. Patrícia nesse tempo também leciona artes em diversas escolas e instituições de Vitória da Conquista e participa de salões de artes na Bahia. Em 2006, é premiada no Salão Regional de Artes Plásticas da Bahia  pelo vídeo-arte Causa Mortis (2006)  que foi seu primeiro encontro com o cinema de animação.
Realizou diversas exposições individuais, com destaque para o Fórum de Artes Abrarte, em Vitória do Espírito Santo (2010), e o 2o. Fórum de Arte em Aracajú (2011). Além disso, participou de exposições coletivas em Vitória da Conquista e no Sudoeste Baiano. Sua obra Em Busca da Inocência (2010) foi premiada no Festival Multiarte Firmino Alves em artes visuais. Em 2009 Patricia se torna representante territorial de cultura na Secretaria de Cultura do Estado da Bahia ( SECULT) e nesse espaço realiza diversas ações em políticas públicas para cultura, estudos e formações em cutura para realizações de projetos cuturais - Patrícia permanece na Secult por 5 anos, encerra o contrato em 2012 para se dedicar aos seus estudos em cinema.  

## Cinema
Em 2011, Patrícia ingressa no curso de Cinema e Audiovisual da Universidade Estadual do Sudoeste da Bahia (UESB), onde produz diversos filmes premiados. Entre eles, O Homem que Cantou as Aves do Sertão (2012) que conquistou dois prêmios nacionais ,dois regionais e um internacional, e foi exibido em vários festivais. Outros filmes premiados incluem O Cinema da Depressão (2012) e o recente trabalho em animação Mulher Vestida de Sol (2022), que já foi exibido em 12 mostras internacionais e 20 nacionais em 2023/2024, recebendo prêmios em três categorias na 16ª.Mostra Taquary em 2023- direção, montagem e trilha sonora - e menções honrosas em duas mostras internacionais: 2023 Latino & Native American Film Festival e  Student World Impact Film Festival (SWIFF). Suas conquistas  mais importantes foram os prêmios: Melhor animação na 6ª Mostra Lugar de Mulher no Cinema em Salvador- Bahia, melhor obra de animação do Fucine . Prêmio Eliseu Lopes Filho. Em 2024 Patrícia Moreira recebe o maior prêmio do cinema brasileiro: PRÊMIO GRANDE OTELO Grande Prêmio do Cinema Brasileiro em Setembro de 2024, premiação inédita no Sudoeste da Bahia.   
Também em  2024 Patricia Moreira é contemplada em 1º Lugar no edital – Ruth de Souza  do SAv/MinC para a produção do seu primeiro longa: CABEÇA CHEIA DE PLANETAS filme sobre a vida de Madalena dos Santos Reinbolt , que estreia em 2027 e já recebeu o prêmio de melhor roteiro de longa no Panorama Internacional Coisa de Cinema - PRÊMIO PARADISO PANLAB . Patrícia também foi selecionada em 1º Lugar no Edital Geraldo Sarno para a produção do curta de animação em stopmotion Corre um Rio em mim. Ambos com previsão de produção para 2024/2025/2026.
FILMOGRAFIA
| ANO    | TÍTULO                                                                                       | CRÉDITOS                                                                        | NOTAS - FESTIVAIS E MOSTRAS                                                                               |
| ------ | -------------------------------------------------------------------------------------------- | ------------------------------------------------------------------------------- | --- |
| 2027   | CABEÇA CHEIA DE PLANETAS longa (em pré produção)                                             | Diretora, diretora de arte e roteirista                                         | Estréia global 2027 - Prêmio Pan Lab de melhor roteiro de longa no Panorama Internacional Coisa de Cinema |
| 2026   | O VAMPIRO E A GAZELA (Dir. Rose Panet ) ( curta de animação 2D) (fase: em produção)          | montagem e direção e desenho de som                                             | |
| 2025   | SE JÁ É TARDE, então me parto (Dir. Túlio Rodrigues) (curta liveaction)' (fase: em produção) | Produção Executiva                                                              | |
| 2025   | CORRE UM RIO EM MIM curta (fase: pré produção)                                               | Diretora, diretora de arte e roteirista                                         | Estréia global 2025                                                                                       |
| 2025   | FARDADO (dir. Daniel Biurrum) curta (fase: pós produção)                                     | Diretora de arte                                                                | Estréia global 2025                                                                                       |
| 2025   | ARREBOL (Dir. Duba Rodrigues) curta ( fase: pós produção)                                    | Diretora de arte maquiagem de efeitos especiais                                 | Estréia global 2025                                                                                       |
| 2025   | GATINHAS MANHOSAS (Dir. Rogério Luiz e Glauber Lacerda) curta (fase: em produção)            | direção de animação e animadora                                                 | |
| 2024   | LUGAR ERRADO ( Dir: Gabriel Piloto) curta ( fase pós produção)                               | Produtora Executiva orientadora TCC maquiagem de efeitos especiais              | Estréia global 2024                                                                                       |
| 2023   | ALGUÉM QUE ME ENSINE A RESPIRAR, (clipe) dir. Luan Sabino                                    | Supervisão montagem, Assistência de direção de arte e maquiagem                 | Orientação TCC - Curso de Cinema e Audiovisual UESB                                                       |
| 2022   | MULHER VESTIDA DE SOL (animação experimental)                                                | Produção, Direção, roteiro, direção de arte, animação, montagem, desenho de som | Multiprêmios                                                                                              |
| 2022   | OLHOS DE LUA, (Ficção)                                                                       | Supervisão montagem e desenho de som, atriz                                     | Orientação projeto de extensão                                                                            |
| 2022   | SOMENTE A ARTE, (documentário)                                                               | Supervisão, atriz, animação e roteiro                                           | autobiografia                                                                                             |
| 2018   | ARQUEOLOGIA DO BOI ARUÁ (documentário)                                                       | Produção, Fotografia, direção, roteiro e desenho de som                         | Resultado de pesquisa mestrado Memória: Liguagem e Sociedade                                              |
| 2017   | SE UM DIA ME FALTAREM AS PALAVRAS (documentário).                                            | Direção, roteiro, montagem e desenho de som                                     | |
| 2015   | ANTÔNIO, o menino que queria ser Castro Alves,(documentário).                                | Direção, montagem e desenho de som                                              | |
| 2014   | A LONG THE WAY, (DOC ficcional)                                                              | Produção, Direção, roteiro e desenho de som                                     | |
| 2014   | DEI CONTA - CAIM. (Clipe).                                                                   | Direção, montagem e fotografia                                                  | |
| 2014   | INFLEXIBILIDADE.(Animação)                                                                   | Produção, Direção, animação, roteiro                                            | |
| 2014   | SUSURROS (Filme FICÇÃO).                                                                     | Produção, Direção, fotografia, roteiro e montagem                               | |
| 2014   | AMORAS. (FILME FICÇÃO).                                                                      | Produção, Direção, direção de arte, montagem                                    | Filme de finalização de Curso de Cinema e Audiovisua / UESB                                               |
| 2013   | CINEMA DA DEPRESSÃO, (FICÇÃO)                                                                | Produção, direção, direção de arte, montagem                                    | |
| 2013   | NÓS. (DOC)                                                                                   | Produção, direção, direção de arte, atriz, montagem                             | |
| 2013   | A MENINA QUE QUERIA SER MÁGICO. (FOTOFILME)                                                  | Produção, direção, direção de arte, montagem                                    | |
| 2013   | PURO SIMULACRO.(FICÇÃO)                                                                      | Direção, roteiro, direção de arte, montagem e fotografia                        | |
| . 2013 | MADRIGAL DE MEMÓRIAS (documentário)                                                          | Produção, direção, roteiro, direção de arte, montagem                           | |
| 2013   | SEDE. (FICÇÃO).                                                                              | Produção, direção, direção de arte                                              | |
| 2012   | SOMEBODY'S WATCHING ME (EXPERIMENTAL).                                                       | Produção, direção, direção de arte, montagem                                    | |
| 2012   | 1a. PÁGINA - (documentário)                                                                  | Produção, direção, direção de arte, atriz, montagem                             | Autobriográfico                                                                                           |
| 2012   | TREMOR - (documentário).                                                                     | Produção, roteiro, direção, direção de arte, montagem                           | |
| 2012   | TRAPO E MACELA - (EXPERIMENTAL).                                                             | Produção, direção, roteiro, direção de arte, montagem                           | |
| 2012   | PARA ELISA - (FICÇÃO)                                                                        | Produção, direção, direção de arte, montagem                                    | |
| 2012   | O HOMEM QUE CANTOU AS AVES DO SERTÃO - (Animação).                                           | Produção, direção, direção de arte, desenho, animação, montagem                 | premiado                                                                                                  |
| 2012   | GALERIA DOS PEQUENOS PERSONAGENS DE OURO PRETO 13:49min. (documentário)                      | Direção de núcleo                                                               | |
| 2011   | 7 PALMOS ABAIXO DO CÉU - média metragem - 31min. (documentário).                             | Produção, direção, roteiro, direção de arte, montagem                           | |
| 2011   | ASSALTO DO TEMPO - curta metragem - (ficção) Dir. Daniel Biurrum                             | Assistente de direção                                                           | |
| 2006   | CAUSA MORTIS 2:13min.(animação)                                                              | Produção, direção, roteiro, direção de arte, desenho de som, montagem           | premiado                                                                                                  |

PRÊMIOS CINEMA
| ANO  | PRÊMIO                                                        | CATEGORIA                                   | OBRA                                 |
| ---- | ------------------------------------------------------------- | ------------------------------------------- | ------------------------------------ |
| 2024 | Prêmio Mauré para Agentes Culturais de Vitória da Conquista   | Trajetória                                  | Patricia Moreira                     |
| 2024 | GRANDE OTELO (Grande prêmio do cinema brasileiro)             | Melhor curta de animação                    | MULHER VESTIDA DE SOL                |
| 2024 | 18o. Encontro nacional de filmes e vídeos dos Sertões         | Melhor roteiro                              | MULHER VESTIDA DE SOL                |
| 2024 | 18o. Encontro nacional de filmes e vídeos dos Sertões         | Melhor Montagem                             | MULHER VESTIDA DE SOL                |
| 2024 | Femina Festival Film                                          | Menção Honrosa                              | MULHER VESTIDA DE SOL                |
| 2023 | New York international Women Festival                         | Semi finalista                              | MULHER VESTIDA DE SOL                |
| 2023 | Festival Fucine - Premio Eliseu Lopes Filho                   | Melhor animação                             | MULHER VESTIDA DE SOL                |
| 2023 | 22o MAUAL - Miradas e Memórias latino americanas              | Melhor animação                             | MULHER VESTIDA DE SOL                |
| 2023 | FESTCINN                                                      | Melhor direção                              | MULHER VESTIDA DE SOL                |
| 2023 | FESTCINN                                                      | Melhor Trilha sonora                        | MULHER VESTIDA DE SOL                |
| 2023 | X Cine Virada                                                 | Melhor Roteiro                              | MULHER VESTIDA DE SOL                |
| 2023 | X Cine Virada                                                 | Melhor som                                  | MULHER VESTIDA DE SOL                |
| 2023 | 16° Curta Taquary                                             | Melhor edição                               | MULHER VESTIDA DE SOL                |
| 2023 | 16° Curta Taquary                                             | Melhor trilha sonora                        | MULHER VESTIDA DE SOL                |
| 2023 | 16° Curta Taquary                                             | Melhor direção                              | MULHER VESTIDA DE SOL                |
| 2023 | Latino & Native American Film Festival                        | Honorable Mention Award                     | MULHER VESTIDA DE SOL                |
| 2023 | Student World Impact Film Festival (SWIFF)                    | Honorable Mention Award                     | MULHER VESTIDA DE SOL                |
| 2023 | 6a. Mostra Mulher no Cinema                                   | Melhor animação                             | MULHER VESTIDA DE SOL                |
| 2020 | Prefeitura municipal de Vitória da Conquista                  | PREMIAÇÃO JORGE MELQUISEDEQUE - trajetórias | CONJUNTO DA OBRA CINEMATOGRÁFICA     |
| 2014 | FECIBA - Festival de Cinema Baiano                            | Semifinalista                               | MADRIGAL DE MEMÓRIAS                 |
| 2013 | Femina International Women's Film Festival                    | Semifinalista                               | O HOMEM QUE CANTOU AS AVES DO SERTÃO |
| 2013 | 4a. Mostrinha de Cinema Infantil Janela Indiscreta Cine Vídeo | Melhor Curta Baiano                         | O HOMEM QUE CANTOU AS AVES DO SERTÃO |
| 2013 | 5o. FESTIVAL NACIONAL DE CURTA METRAGENS - Itapetinga         | Melhor Curta metragem                       | CINEMA DA DEPRESSÃO                  |
| 2013 | FESTIVAL NACIONAL DE CINEMA Micrometragens Celucine           | Melhor Curta metragem                       | O HOMEM QUE CANTOU AS AVES DO SERTÃO |
| 2012 | REVISTA DO CINEMA BRASILEIRO                                  | Melhor Curta metragem                       | O HOMEM QUE CANTOU AS AVES DO SERTÃO |
| 2012 | 3o. FESTIVAL NACIONAL DE CINEMA DE PETROPOLIS                 | Melhor Curta metragem                       | O HOMEM QUE CANTOU AS AVES DO SERTÃO |

PRÊMIOS TEATRO / MÚSICA/ ARTES PLÁSTICAS 
- Prêmio II Cenas Curtas de Teatro - melhor 3a. Cena 	PMVC - Prefeitura Municipal de Vitória da Conquista	2012
- Prêmio II Cenas Curtas de Teatro 1o Lugar.- Melhor Diretora Patrícia Moreira	PMVC - Prefeitura Municipal de Vitória da Conquista	2012
- Prêmio III Festival de Teatro do Sudoeste Baiano - Melhor Atriz - "Nós"	Festival de Teatro do Sudoeste Baiano - Jequié - Barnabé e Alisson	2011
- Show de Chorinho - Pedacinho do céu - NATAL DA CIDADE	Prefeitura Municipal de Vitória da Conquista	2011	Público
- 1o. Festival de Curtas de Teatro 2o. Lugar - melhor cena  E SE ( direção Patricia Moreira)  - 1o. Lugar - melhor ator	Prefeitura Municipal de Vitória da Conquista	2011
- Prêmio Festival Multiarte Firmino Alves - 2o. Lugar- Artes visuais com a Tela - Em Busca da Inocência	Fundação Itabunense de Cultura e Cidadania (Ficc)	2010
- Prêmio PMVC para espetaculos TEATRAIS E DANÇA para o espetáculo CHOVER - Natal da Cidade - 1o. Lugar	Prefeitura Municipal de Vitória da Conquista	2010
- Prêmio V festival Multiarte Firmino Alves - 1o. Lugar - Melhor composição solo - música GERMINAR ( musica)	Fundação Itabunense de Cultura e Cidadania (Ficc)
- Premio V festival Multiarte Firmino Alves - 1o. LUGAR Melhor espetáculo teatral de comédia para o espetáculo BAÚ DE CAUSOS 	Fundação Itabunense de Cultura e Cidadania (Ficc)	2010
- Premio V festival Multiarte Firmino Alves - 1o. Lugar Melhor Figurino e Cenário para o espetáculo BAÚ DE CAUSOS 	Fundação Itabunense de Cultura e Cidadania (Ficc)	2010
- Prêmio Montagem de Espetáculos Teatrais - BAÚ DE CAUSOS	FUNCEB - Fundação Cultural do Estado da Bahia	2006
- Prêmio Salão de Artes Regional - Video arte CAUSA MORTIS 	FUNCEB - Fundação Cultural do Estado da Bahia	2006